# Ophioscion vermicularis
Der  Ophioscion vermicularis  ist eine Fischart aus der Familie der Umber- oder Schattenfische (Sciaenidae). Er ist in den Küstengewässern Mittelamerikas vom südlichen Niederkalifornien bis nach Peru verbreitet.

## Merkmale
Ophioscion vermicularis sind längliche, seitlich abgeflachte Fische mit hohem Rücken, stumpfer Schnauze und kleinem, unterständigem Maul. Sie erreichen eine Länge von etwa 35 Zentimetern. Das Artepitheton vermicularis weist auf die wurmartigen schwarzen Streifen auf dem mattgrauen Körper mit silbernem Glanz hin. Der Kopf weist keine Barteln auf. Der Rand des Vordeckels weist 15 bis 17 Dornen auf, von denen keine auffällig vergrößert sind. Die Flossen sind dunkelbraun bis schwärzlich. Arttypisch ist das deutlich S-förmig geschwungene Ende der Schwanzflosse, wobei das obere Ende spitz zuläuft. Die Rückenflosse weist im ersten Teil zehn Hartstrahlen, im zweiten einen Hart- und 26 bis 28 Weichstrahlen auf. Die 19- oder 20-strahligen Brustflossen sind relativ lang. Die Afterflosse weist zwei Hart- und acht Weichstrahlen auf. Die Basis ihres weichstrahligen Teils hat ebenso wie der weichstrahlige Teil der Rückenflosse eine schuppige Einfassung. Entlang des Seitenlinienorgans liegen 48 bis 50 Schuppen mit Poren.

## Lebensweise
Ophioscion vermicularis leben in flachen Küstengewässern über weichen Böden in Tiefen bis zu 20 Metern. Sie dringen auch häufig in die Brackwasserbereiche von Flussmündungen ein. Als Nahrung dienen bodenbewohnende Krustentiere, Weichtiere und Würmer.